# Florida (departament)
Florida – urugwajski departament położony w południowej części kraju. Graniczy z następującymi departamentami: od zachodu z San José i Flores, na północy z Durazno, na północnym wschodzie z Treinta y Tres, na wschodzie z Lavalleja, a na południu z Canelones.
Ośrodkiem administracyjnym oraz największym miastem powstałego w 1856 r. departamentu jest Florida.
Powierzchnia Floridy wynosi 10 417 km². W 2004 departament zamieszkiwało 68 181 osób, co dawało 6,5 mieszk./km².